# من نفحات الحرم
من نفحات الحرم، كتاب من تأليف علي الطنطاوي، الكتاب يضم نوعين من المقالات؛ الأول تلك التي كتبها علي الطنطاوي ونشرها بعد عودته من رحلة الحجاز الشهيرة التي شارك فيها لكشف طريق الحج البري بين دمشق ومكة، وكانت في عام 1935، والنوع الثاني مقالات ذات علاقة بالحرم أو الحج.

## المحتوى
المجموعة الأولى تضم مقالات «إلى أرض النبوة» و«من المدينة إلى مكة» و«في ساحة الإعدام» و«من المدينة إلى تبوك»، وهذه الفصول تستغرق أكثر من نصف الكتاب بقليل وتصف تلك الرحلة التي حفلت بالغرائب وحفّت بها المخاطر. والذي يقرأ وصف هذه الرحلة لا يجد فيها متعة قراءة القصة الغريبة فحسب، بل إن فيها كثيراً من الفوائد والمعلومات التي لا نكاد نجدها في بطون الكتب عن الصحراء والحياة في البادية، وفيها صورة أدبية دقيقة عن تبوك والقُرَيّات قبل ثلثَي قرن لا تكاد توجد في أي مرجع آخر، ووصف لمكة والمدينة في تلك الأيام، وفيها حديث عن عادات الناس في طعامهم وشرابهم وضيافتهم، وبعض ذلك مما فوجئ به علي الطنطاوي (الشاب -يومئذ- القادم من الشام): «ما كاد يستقر بنا المجلس حتى أقبل العبيد، فمدّوا سماطاً على الأرض ووضعوا عليه قصعة هائلة كان يحملها اثنان منهم، وقد مُلئت رزّاً وأُلقي فوقه خروف كامل بيديه ورجليه ورأسه... وكان الخروف مفتوح العينين، ناعس الطرف، فأخذتني الشفقة عليه وتوهمت أنه ينظر إلينا وأنه... ثم رأيت أن لا مجال للوهم ولا للخيال، وأن الوقت لا يتسع للأدب؛ لأن القوم أحدقوا بالقصعة وشمروا عن سواعدهم، فخشيت أن يذهبوا بالرز واللحم ويبقى لي الخيال والوهم!».
أما سائر مقالات الكتاب فتغلب عليها عواطف الحج ومشاعره وأفكاره، كمقالة «ذكريات الحج»، وقريب منها مقالات «عرفات» و«في البقيع» و«المدينة» و«الصِّلات الروحية بين سورية والمملكة العربية السعودية».

## طبعات
أكثر مقالات هذا الكتاب يعود إلى النصف الثاني من الثلاثينيات، وقد صدر في طبعته الأولى عام 1960، ثم أعيد طبعه عدة مرات مع إضافات، وهو يقع في 142 صفحة من القَطْع المعتاد (17×24).